# Anden Samuelsbog
Anden Samuelsbog (Hebraisk: ספר שמואל, transskription: Sefer Shmuel; Latin: Libri Samuelis) er en del af Bibelen, både den jødiske Tanakh og kristendommens Gamle Testamente. Teksten er oprindeligt skrevet på hebraisk, og Første Samuelsbog og Anden Samuelsbog var oprindeligt én tekst, som det ofte ses i jødiske bibler. Anden Samuelsbog er kanonisk litteratur i både kristendommen og jødedommen.

## Anden Samuelsbogens struktur
1. Kampen for at blive konge (2 Sam 1-6)
2. Løftet om kongerigets grundfæstelse (2 Sam 7).
3. Kongeriget succes og vendepunkt (2 Sam 8-12)
4. Kongerigets nedgangstid (2 Sam 13-20)
5. Afslutning på Davids tid som konge (2 Sam 21-24)

## Indholdet af Anden Samuelsbog
Bogen indeholder Davids regeringsperiode i Israel.

### Kampen for at blive konge
Bogen starter, hvor Første Samuelsbog ender, nemlig med at David får at vide, at hans rival Kong Saul, som har forfulgt David i mange år, er død. David sørger over Sauls død, hvad der viser hans gudfrygtighed og respekt for at Saul var salvet af Gud (2. Sam 1) David drager nu op til Hebron og gør sig til konge af Juda stamme, og der opstår en borgerkrig mellem David og Juda stamme på den ene side mod Sauls søn Ishboshet, og resten af Israels stammer på den anden side (2 Sam 2). Her ser vi en af de første hentydninger til den deling af Israel, som efter Salomo bliver virkelighed. David regerer i Hebron i syv år, men efter et snigmord på Ishboshet, bliver David konge over hele Israel (2 Sam 3.-4), og indtager Jerusalem, som ellers var beboet af jebusitterne. (2 Sam 5) Dermed starter tiden, hvor Jerusalem ses, som Guds udvalgte by, som Gud har et særligt forhold til, og som udtrykkes i mange salmer og skrifter i hele det Gamle Testamente. Vi ser det ved at Herrens ark, pagtens ark nu bliver flyttet til Jerusalem af David (2 Sam 6).

### Løftet om kongerigets grundfæstelse
I 2. Sam 7 beslutter David at bygge et hus til Herren, men Herren siger, at det skal David ikke. Derimod vil Herren bygge David et hus og grundfæste Davids kongedømme til evig tid. Davids søn skal bygge Herren et tempel. Dermed lover Herren, at Davids trone skal stå til evig tid, og dermed er vejen banet for de to næste bøger i Bibelen, der for en stor del handler om, hvordan Davids dynasti udvikler sig, og hvordan Herren opfylder sine løfter om at Davids efterkommere skal være konger i Jerusalem. Men da så den sidste Davids konge, Sidkija bliver fjernet for tronen i Jerusalem i år 586, så er vejen også banet for at forstå 2. Sam 7 som en profeti om en kommende Davids søn, en salvet, en Messias, som vil komme og genoprette Davids kongerige en gang i fremtiden. Disse Messias-profetier nævnes i mange af profetbøgerne, og danner grundlag for de kristnes tro på at Jesus er denne Davids søn, denne Messias, denne Kristus.

### Kongerigets succes og vendepunkt
2. Sam 8-10 fortæller om Davids sejre og viser, hvordan kongeriget breder sig over store områder. 2 Sam 11-12 er et vendepunkt i Anden Samuelsbog, hvor David går fra at være en gudfrygtig og succesrig konge til at være en falden konge. Vendepunktet er Davids ægteskabsbrud med Batseba, hans efterfølgende forsøg på at dække over gerningen, og til sidst drabet på hendes mand Urias. Herrens profet Natan afslører synden for David, der omvender sig, og modtager tilgivelse. Dette betyder dog ikke, at denne episode ikke får betydning for Davids liv fremover. Hans søn med Bateseba dør, og Herren lover ham at ulykke og sværd vil ramme ham og hans familie.

### Kongerigets nedgangstid
2. Sam 13-20 handler om disse ulykker, der starter med at Davids ældste søn Amnon voldtager sin halvsøster Tamar. Tamars bror Absalom hævner sig ved at dræbe Amnon. Dette medfører stor sorg for David, der dog til sidst forsoner sig med Absalom. Der går dog ikke længe før Absalom med succes får tilranet sig kongetronen gennem en omfattende sammensværgelse. David må flygte og kun gennem en voldelig borgerkrig, hvor Absalom dør, får David magten tilbage. Inden tronen er sikret, sker der endnu et oprør fra en mand, der hedder Sheba, der er blevet godt træt af Davids dynasti. At han får så stor opbakning viser igen, hvor usikker og upopulær Davids regering faktisk var, noget man let kan overse, hvis man kun fokuserer på Davids heltegerninger. Oprøret bliver dog nedkæmpet.

### Afslutning
Sidst i bogen (2. Sam 22-24) møder vi en stærk lovsang, som David synger til Herren, for at have reddet ham fra Saul og hans fjender. Så har vi Davids sidste ord, men inden David dør, hvad der først sker i næste bog, (1. Kong 2), så har vi en underlig beretning, om hvordan David straffes af Herren for at have lavet en folketælling i landet. Straffen bliver en ødelæggende pest fra Herren i tre dage, og Jerusalem undgår kun udslettelse ved at David ofrer på et bjerg lige over for Jerusalem. Dette bjerg, Morijas bjerg, bliver det sted, hvor templet under Salomo bliver bygget.